# Кинтиља
Кинтиља (шп. quintilla) је строфа у шпанској књижевности која се састоји из пет кратких стихова (versos de arte menor). Распоред риме исти је као и код кинтета, с тим што се кинтето састоји од дугих стихова (versos de arte mayor). Рима је слободна, али постоје два услова:
1) да се не појављују три стиха у низу са истом римом;
2) да последња два стиха не буду пареадо.
Према томе, распоред риме може бити један од следећих: (abaab), (ababa), (abbab), (aabab) или (aabba).
Изгледа да је кинтиља настала од редондиље тако што јој је додат пети стих. У шпанској поезији се као независан стих појављује у XV веку у комбинацији са другим врстама строфа. У позоришту барока су је употребљавали комбинујући је са редондиљама. У неокласицизму популарност јој опада, али, заједно са редондиљом и кинтетом оживљава у романтизму, све до почетка модерне књижевности.
Познато дело написано у овој метричкој форми је El Isidro Лопеа де Веге. Он их је називао редондиљама.

## Пример
Los vallados y los hoyos,
en las viñas igualados,
de nieve estaban cuajados,
pareciendo los arroyos
lazos de plata en los prados.
(Lope de Vega, El Isidro, одломак)